# Grayskull
Il castello di Grayskull (chiamato anche il castello del Teschio Grigio nelle prime pubblicità e pubblicazioni italiane) è una fortezza del pianeta Eternia presente nell'universo immaginario della linea di giocattoli della Mattel, Masters of the Universe e nelle relative serie a cartoni animati come He-Man e i dominatori dell'universo (1983), He-Man and the Masters of the Universe (2002) e Masters of the Universe: Revelation (2021), nel relativo lungometraggio in live action I dominatori dell'universo (1987) e in vari fumetti. È uno dei principali scenari in cui si ambientano le avventure narrate nelle serie.

## Descrizione
Il castello è la meta ambita dei malvagi antagonisti di He-Man, tra i quali il principale è Skeletor, che è bramoso di conquistare Grayskull perché la fortezza custodisce le sconfinate conoscenze magiche degli Antichi (detti anche i Saggi, a seconda delle versioni), che probabilmente sono anche i suoi fondatori, tra cui la fonte dei poteri di He-Man e di She-Ra e una stanza con portali magici verso svariati mondi. Sorceress è la depositaria di questi poteri ed è misticamente legata al castello e funge da sua custode: può lasciarlo solo per brevi periodi sotto forma del falco Zoar, mentre He-Man ne è il difensore ufficiale. Al suo interno vengono custoditi tutti i segreti della magia, attuale e dimenticata di Eternia. Sia nel film in live action del 1987 che nella nuova serie a cartoni animati del 2021, si dice che coloro che conquisteranno Grayskull otterranno il potere per diventare "i dominatori dell'universo".
A seconda delle versioni (che variano dai primi mini-fumetti che accompagnavano gli action figure alle varie serie a cartoni animati), Grayskull è situato su di un picco di roccia spoglia, o situato su un piedistallo di gigantesche ossa che sporgono da un abisso, in una pianura arida circondata da montagne rocciose, al limite di una foresta silenziosa chiamata Evergreen Forest (la foresta Sempreverde), entrambi lontani da ogni civiltà, ed è inaccessibile senza il permesso di Sorceress (oltre a lei solo He-Man può ordinare al ponte levatoio di abbassarsi), poiché la magia in esso contenuta è fonte della sua protezione verso gli sconosciuti. È riconoscibile dalla facciata sagomata come un teschio, dal ponte levatoio a forma di mandibola (jawbridge), incastrato in un arco di roccia naturale e dal fossato senza fondo da cui è circondato.

## Storia

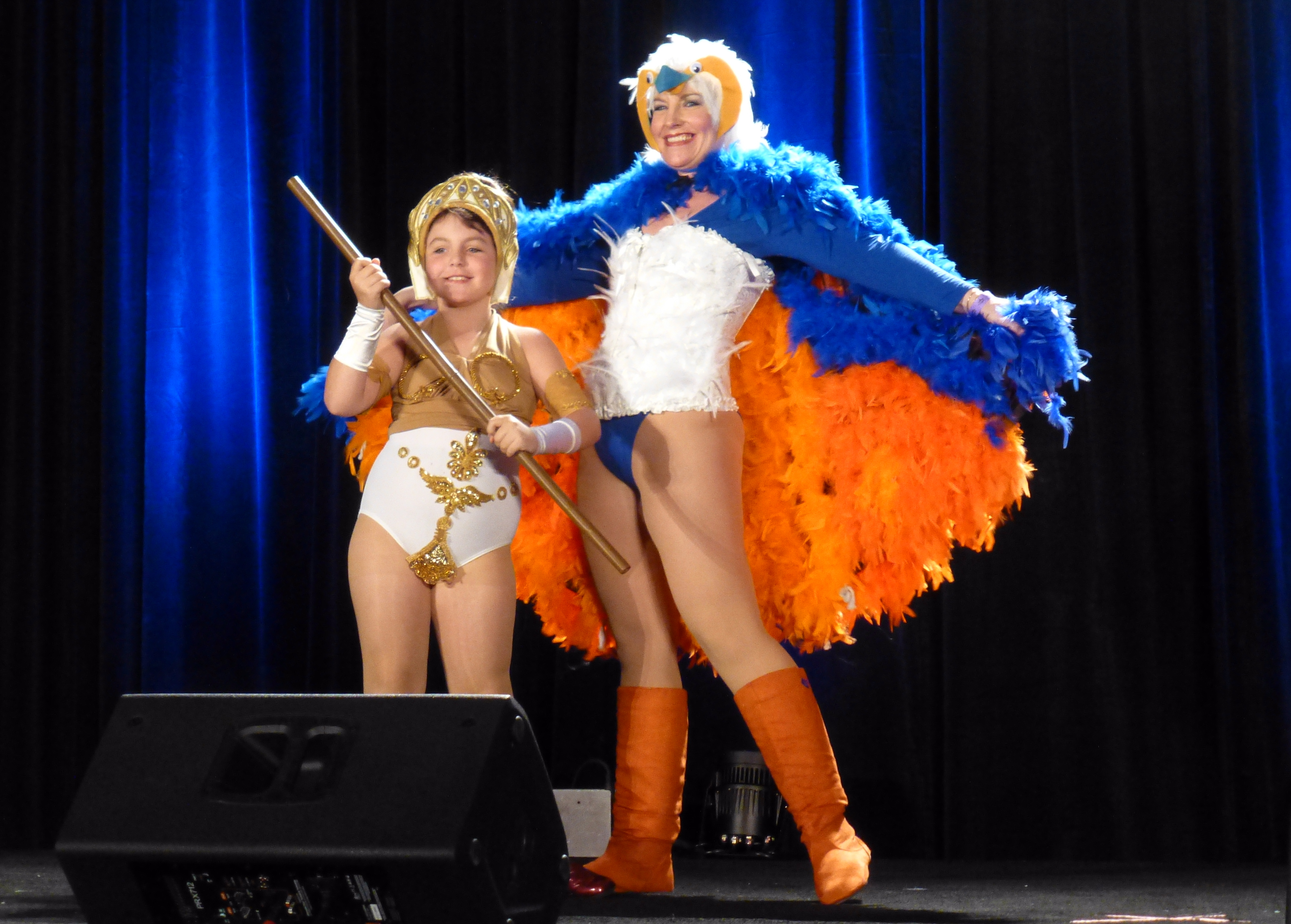
Due cosplayer interpretano Teela e Sorceress, la Maga protettrice del castello di Grayskull.

In un episodio della serie He-Man and the Masters of the Universe del 2002 la Maga parla al giovane Adam del castello di Grayskull, il cui re portava tale nome. All'epoca l'edificio aveva un colore tra bianco e grigio chiaro, e non aveva alcun nome; era abitato da re Grayskull, da sua moglie e dai suoi vassalli; all'epoca il malvagio Hordak stava continuando la sua conquista di Eternia e re Grayskull lo affrontò dopo aver sostenuto molte prove che risvegliarono il grande potere nascosto in lui; dopo un difficile scontro, Grayskull bandì Hordak e la sua armata a Despondos, una dimensione da cui il conquistatore non aveva possibilità di fuggire; ma la battaglia gli fu fatale, cosa che gli era stata predetta da un Oracolo, un mago Troll (un membro della stessa razza di Orko), e il re morì poco dopo. Prima di spirare nominò sua moglie prima guardiana del castello, affidandole la sua protezione; e i suoi vassalli e compagni di battaglie (provenienti da diverse razze eterniane) diventarono i Saggi ed ottennero il potere che scorreva nel suo corpo, andando via dal castello per stabilirsi nel palazzo di Eternos. La sua spada (che all'epoca non era che un'arma qualunque) rimase nel castello, in attesa di passare ad un suo discendente e canalizzare in quest'ultimo il "potere di Grayskull"; in seguito prese il nome di Spada del Potere, e divenne il tramite tra il potere di Grayskull (nascosto nelle profondità del castello) e l'uomo che sarebbe diventato una sorta di avatar magico per il re defunto.
La Sorceress del presente mostra al principe Adam una statua di re Grayskull, la cui somiglianza con He-Man è inequivocabile;
rispetto al discendente, Grayskull è anche più imponente, indossa una corazza più completa, un mantello di pelliccia e i suoi capelli sono molto lunghi, tanto da essere raccolti in due trecce bionde; anche lui cavalcava un grosso felino (di cui è stata prodotta una action figure chiamata Battle Lion, basata ovviamente su quella di Battle Cat).

## Planimetria

### Nelle serie della Filmation (1983-1987)
Nella serie classica e in She-Ra, la principessa del potere (1985), Grayskull ricorda molto un castello medievale la cui struttura squadrata è circondata da quattro torrette cilindriche (due ai lati della facciata principale e due laterali), di cui una più alta che ricorda la forma di un classico mastio. La facciata ha l'aspetto di un gigantesco teschio che sembrerebbe umano, nonostante la presenza di zanne aguzze, che dà il nome al castello stesso, e un caratteristico ponte levatoio, la cui arcata ricorda una mascella (in inglese viene appunto definito "jawbridge" ovvero "ponte mascellare"). Secondo la serie, Grayskull si trova sopra un "abisso senza fondo" e chiunque sia abbastanza sfortunato da cadere dal jawbridge sarebbe perso per l'eternità.
All'interno del castello vi è la sala principale (inclusa la Passerella degli Anziani); la sala del trono; la sala di He-Man; la camera del portale; il laboratorio della Maga; la camera degli specchi; la camera da letto della Maga (torre di destra) e la camera che ospita i segreti di Grayskull: una stanza con due porte, tra le quali siede il Guardiano, una delle quali custodisce i segreti, l'altra solo la distruzione. Altre camere nascondono i numerosi segreti del castello, come una porta dimensionale che Adam/He-Man userà in He-Man e She-Ra: Il segreto della spada (1985) per viaggiare ad Etheria ed incontrare la sorella gemella perduta. È importante notare che nelle serie degli anni '80, il castello di Grayskull custodisce il potere usato da entrambi i gemelli, senza che la lontananza di Etheria influisca sulla trasformazione di Adora/She-Ra. in generale, le sue stanze sono tutte simili e costruite in pietra solida dallo strano colore bluastro ma tendente verso il grigio/verde.

### Nel filmI dominatori dell'universo(1987)
Nel film del 1987, l'aspetto del castello si fa più imponente con una facciata con un'enorme teschio, con due lunghi canini aguzzi, circondato da decine di torri e torrette più piccole, con uno stile che è un mix tra lo stile medievale del castello originale e una struttura futuristica iper-tecnologica. Sembra che vi sia una vera città che circonda il castello. La città non viene mai nominata. Questa rappresentazione sembrerebbe implicare che gli sceneggiatori abbiano fuso il castello di Grayskull e il Palazzo Reale della città di Eternos in una sola struttura. La sala del trono è ricoperta da pietra simile a del marmo giallastro e al suo interno vi sono gigantesche statue che, probabilmente, rappresentano gli Antichi/Saggi. Tutt'attorno al trono vi sono delle colonne e dei ponti che sovrastano un abisso che porta a una sorta di lago sotterraneo (nel quale Skeletor viene gettato da He-Man alla fine del film). Secondo il film, la sala del trono ospita alle sue spalle un gigantesco portale circolare chiamato "il Grande Occhio della Galassia", che si apre solo quando la luna di Eternia raggiunge il suo zenit, concedendo un potere divino a chiunque si trovi davanti a lei, con la Spada del Potere al suo fianco.

### InHe-Man and the Masters of the Universe(2002)
Nella serie del 2002, il castello viene mostrato molto più variegato (si va dalla pietra al marmo, passando per ambienti decorati anche con metalli preziosi), vengono mostrate camere da letto, una enorme biblioteca, una stanza che ospita un enorme specchio mistico utilizzato per osservare sia il passato che il presente, un anfiteatro sotterraneo, una camera segreta dedicata a re Grayskull, una sorta di infermeria ed un cortile interno. Inoltre Sorceress ne usa il potere per trasformarlo in un labirinto contro i trasgressori; il più significativo degli ampliamenti effettuati dalla serie è l'aggiunta di una grande Camera di Cristallo (accessibile solo da un passaggio segreto nel pavimento di una camera appartata), un'immensa foresta di cristalli sviluppata in verticale, fonte sia del potere di Grayskull che della stessa Maga. All'interno di questa camera c'è il Globo del Potere, all'interno del quale si trovano i poteri combinati degli Anziani. Prima del suo conferimento al principe Adam, anche la Spada del Potere era custodita nelle profondità della Camera di Cristallo.

### Nelle serie a fumetti della DC Comics (2012-2020)
Nel 2012, la DC avvia una nuova serie a fumetti, in cui Skeletor ha occupato il castello e imprigionato la Maga nelle celle dei sotterranei; viene mostrato anche personale di servizio (probabilmente schiavi costretti a fare i servi sotto minaccia); quando le armate di Hordak invadono Eternia, il castello viene distrutto, ma non prima che la Maga (morta ma tornata come il falcone Zoar) sveli un altro segreto della costruzione: la Forgia, una fucina dove re Grayskull forgiò la Spada del Potere; Adam userà la Forgia per cambiare forma alla spada e crearsi una nuova armatura.

### InHe-Man and the Masters of the Universe(2021-2022)
Nella serie reboot del 2021-2022 realizzata in CGI da Mattel Television per Netflix, il castello è stato completamente reimmaginato dandogli un aspetto più futuristico; esternamente il castello è ancora contraddistinto da un grande teschio verdastro, che in questa versione ricorda più un volto alieno, circondato da due grandi torrette di materiale metallico. Attraversato il portale, però, l'interno del castello è come se si trovasse in un'altra dimensione con enormi spazi che sembrano non avere fine e dove vi sono custoditi ancora i segreti del potere di He-Man, che può ricaricare la sua Spada del Potere solo all'interno del castello. Dentro al castello vi è inoltre una grande libreria e archivio che custodisce i segreti dell'universo. In questa versione l'intero castello può teletrasportarsi e fluttuare nell'aria.

### InMasters of the Universe: Revelation(2021-presente)
Nella serie del 2021, il castello è del tutto simile a quello visto nella serie Filmation, trattandosi di un suo sequel. Ma quando He-Man affronta Skeletor nel cuore del castello, dove tutta la magia scorre attraverso Eternia in una magica sfera mistica in cui vi è depositata l'intera conoscenza dell'universo (il luogo in cui il consiglio dei Saggi concentrò i propri poteri) racchiusa da un meccanismo di chiusura in cui He-Man infilza Skeletor, si scopre che in realtà l'aspetto esteriore del castello di Grayskull era una sorta di ologramma che celava la sua vera forma, ovvero quella di un palazzo simile al cristallo o al marmo bianco, chiamato Palazzo della Saggezza, intorno al quale i Saggi, per proteggerne i segreti, crearono l'illusione del Castello di Grayskull. Il Palazzo della Saggezza apparve per la prima volta nella serie reboot dei Masters of the Universe del 2002, anche se con una storia e una forma diverse, ed è pertanto la prima volta che compare nella continuità principale dei MOTU. Con il proseguire della serie, il castello riacquista le sue sembianze storiche e non vi si fa più accenno al Palazzo della Saggezza.

## I playset

### Storia
A partire dagli anni ottanta, furono commercializzati vari playset, ovvero set di gioco, rappresentanti il castello di Grayskull. Secondo alcune ricostruzioni, il playset originale del castello sarebbe stato inizialmente concepito dalla Mattel per essere la tana di Skeletor. Per questo motivo nell'illustrazione scelta per impreziosire la scatola originale del playset, e anche in alcune immagini dei primi prototipi, era possibile vedere Skeletor alle porte del castello, come se fosse lui il principale proprietario. Inoltre, inizialmente, era la fazione di Skeletor ad essere chiamata "I dominatori dell'universo". Soltanto in seguito si decise di rendere il castello la dimora dei "buoni", e il luogo più ambito dai nemici, e anche la dicitura "dominatori dell'universo" passò ai guerrieri eroici. Secondo la versione dell'artista Rudy Obrero, che lavorò ai concept dei primi personaggi, ciò sarebbe avvenuto in realtà perché, quando gli action figure erano ancora allo stadio concettuale, nessuno lo avvertì a chi appartenesse il castello, e così l'artista pensò, data la presenza del teschio, che appartenesse a Skeletor, creando la famosa illustrazione.

### Playset originale del 1982
Alto circa mezzo metro e lungo più o meno altrettanto, il playset originale del 1982 si apriva per mostrarne gli ambienti: sala del trono, centro di comando, prigione ed armeria (con armi staccabili dalle rastrelliere e compatibili con i personaggi della linea); gli spalti avevano cannoncini da difesa non presenti nelle storie, il ponte levatoio era mobile e il portone del castello si apriva utilizzando le due mezze spade che venivano vendute assieme ai personaggi He-Man e Skeletor. Il giocattolo ebbe un certo successo rallentato solo dal prezzo, ovviamente alquanto elevato rispetto ai singoli personaggi; fu, per alcuni anni, uno dei giocattoli più grandi mai prodotti, prima di essere superato dalla portaerei U.S.S. Flagg della linea G.I. Joe: A Real American Hero, con oltre 2 metri di lunghezza.

### Playset del 2002
Il playset del castello della serie del 2002, era simile nella grandezza al suo predecessore e conteneva in più alcuni effetti di luce e sonori come gli occhi del teschio sulla facciata di Grayskull che si illuminavano e i suoni della Spada del Potere di He-Man, la quale, grazie ad un meccanismo, spuntava da uno scomparto segreto.

### Playset del 2013
Nel 2013, la Super7 (su licenza Mattel) sotto la linea di giocattoli "Masters of the Universe Classics", realizzò la prima versione remake da collezione del castello di Grayskull in una rielaborazione più dettagliata e più grande pensata per i fan dei giocattoli degli anni ottanta ormai divenuti adulti. I costi, già elevati alla sua uscita, divennero ancora più alti quando questa versione andò fuori produzione e divenne un ambìto pezzo da collezione.

### Playset del 2021 e 2022
Nel 2021, la Mattel ha realizzato una nuova versione del castello per la linea di giocattoli "Masters of the Universe Origins", questa volta pensata nuovamente per tutti, e non soltanto per i collezionisti; pertanto il castello risulta più semplice, rispetto alla versione precedente, e ricorda nel suo stile e nelle sue dimensioni il primo playset degli anni ottanta. Nel 2022, invece, è stato realizzato un ulteriore playset del castello, questa volta tratto dalla serie reboot di Netflix, con vari funzioni elettroniche, come il ponte levatoio che si abbassa automaticamente una volta inserita la spada di He-Man come una chiave in una fessura e vari effetti con luci e suoni.